# Flash-Vakuum-Pyrolyse
Die Flash-Vakuum-Pyrolyse (FVP), auch Blitz-Vakuum-Pyrolyse ist eine chemische Reaktion, bei der unter hohen Temperaturen und niedrigem Druck meist gasförmige Stoffe zersetzt werden. Es wird zwischen statischen und dynamischen Prozessen unterschieden. Bei ersteren wird das Edukt in einer geschlossenen Apparatur, wie in einem Autoklav oder einem Bombenrohr erhitzt. Bei dynamischen Prozessen wird entweder ein erhitzter Reaktionsbereich von einem Reaktionsgemisch durchströmt, das aus einem Inertgas und dem Edukt besteht oder das Edukt im Hochvakuum verdampft und so durch Molekulardestillation in den Reaktionsbereich eingebracht.

## Anwendung in der Synthesechemie
Meist wird die Flash-Vakuum-Pyrolyse als Verfahren in der Synthesechemie eingesetzt. Es wurde u. a. von L.T. Scott verwendet, um einen Aufbau von geodätischen Domen und Käfigen durch rationale Synthesen zu zeigen. Scott nutzte die FVP als letzten Schritt der Synthese von C60-Fulleren. Bei diesem dynamischen Prozess einer Gasphasenthermolyse werden die im Vakuum verdampften Substanzen durch ein erhitztes Quarzglas-Thermolyserohr geleitet und dann in eine mit flüssigem Stickstoff gekühlte Vorlage kondensiert.
Im Hochvakuum liegen die Edukt-Moleküle in der Pyrolyse-Zone monomolekular vor, es kommt – gemäß dem Verdünnungprinzip von Ruggli und Ziegler – überwiegend zu intramolekularen Reaktionen. Oligo- und Polymerisationsreaktionen werden unterdrückt. Ein Beispiel ist die Synthese von Cyclophanen, u. a. erfolgreich angewandt von Heinz A. Staab. Molekül (I) reagiert unter Flash-Pyrolysebedingungen mit hohen Ausbeuten unter Abspaltung von 2 Schwefeldioxid-Molekülen zu 3.3'-p,p'-Cyclophan ((II)).